# SubRip
SubRip é um programa (software) para Windows que extrai (rips) legendas de um arquivo de vídeo ou de um DVD.
Subrip também é o nome do tipo de arquivo criado pelo programa, que recebe a extensão .srt.  Esse tipo de arquivo pode ser lido pela maioria dos programas de mídia e de edição de legendas.

## Formato de arquivo SubRip
O format de tempo usado é horas:minutos:segundos,milisegundos.  O separador decimal usado é a virgula e a quebra de linha usada é CR+LF. As legendas são indexadas numericamente a partir de 1.
Número da Legenda
Momento inicial --> Momento Final
Texto da legenda (uma ou mais linhas) 2012 - o fim do mundo

Linha em branco

### Exemplo
```
1
00:00:20,000 --> 00:00:24,400
Devido ao aumento dramático
no número de crimes em certos bairros

 

2 
00:00:24,600 --> 00:00:27,800 
o governo está implantando nova política...
```

## Passo-a-passo para incluir legenda em vídeo
- Arquivo de vídeo: Tenha um arquivo de vídeo salvo no computador
- Arquivo de legenda: Salve o arquivo de legenda na mesma pasta onde está o arquivo de vídeo
- Renomeie um dos arquivos para que os nomes de ambos seja igual, conforme exemplo:

Tempos Modernos.avi
Tempos Modernos.srt
- Play: Abra o arquivo de vídeo em um programa de mídia. A maioria dos programas procura automaticamente pelo arquivo de legenda que tenha o mesmo nome.

Importante: Nem todos os programas de mídia possuem a capacidade de incluir legenda. Por exemplo, o Windows Media Player, um dos mais populares, não possui essa capacidade (pelo menos até a versão 11). Por outro lado, existem programas mais leves e mais completos que conseguem ler arquivos de legenda como, por exemplo, o VLC ou MPC-HC.
Lembre-se: A distribuição de conteúdo sem a aprovação do autor pode ser considerada uma violação do Direito autoral.